# Dąbrówka (powiat grodziski)
Dąbrówka – wieś w Polsce położona w województwie mazowieckim, w powiecie grodziskim, w gminie Grodzisk Mazowiecki.
Wieś szlachecka położona była w drugiej połowie XVI wieku w powiecie błońskim ziemi warszawskiej województwa mazowieckiego. W latach 1975–1998 miejscowość należała administracyjnie do województwa warszawskiego.
W Dąbrówce urodził się Stanisław Ejsmond (1894-1939), polski malarz.